# Poskocz tytan
Poskocz tytan (Eresus walckenaeri) – gatunek pająków z rodziny poskoczowatych. Zamieszkuje południową Europę oraz zachodnią i środkową Azję.

## Taksonomia
Gatunek ten opisany został po raz pierwszy w 1832 roku przez Gasparda Auguste’a Brullé. Wyróżnia się w jego obrębie dwa podgatunki:
- Eresus walckenaeri moerens Koch, 1846
- Eresus walckenaeri walckenaeri Brullé, 1832

## Morfologia
Samiec osiąga od 5 do 11 mm, a samica od 10 do 40 mm długości ciała.
Karapaks jest czarny z rozproszonymi szczecinkami białymi, u samca ponadto z czerwonymi szczecinkami przy tylnej krawędzi. Część głowową ma dłuższą niż szeroką, prawie trójkątną w widoku grzbietowym, umiarkowanie wyniesioną. Ośmioro oczu rozmieszczonych jest w dwóch rzędach, z których tylny jest nieco węższy od przedniego. Oczy pary przednio-środkowej są znacznie mniejsze niż pary tylno-środkowej. Oczy pary przednio-bocznej nie leżą na wzgórkach. Jamka karapaksu jest płytka. Przednia krawędź karapaksu wyciągnięta jest w kapturek nadustkowy o bocznych brzegach tworzących kąt ostry. Szczękoczułki zaopatrzone są w guzek boczny i mają pełne powierzchnie dośrodkowe.
Odnóża samicy są jednolicie czarne, bez widocznych szczecinek białych. W odsiebnych częściach nadstopi wszystkich par występuje szereg brzusznych szczecinek makroskopowych; obecne są także dodatkowe szczecinki makroskopowe na spodzie wszystkich nadstopi i stóp. U samca odnóża pary pierwszej i drugiej są czarne z łatkami białych szczecinek, a odnóża par pozostałych są czarne z białymi lub żółtymi paskami podłużnymi. Na spodzie nadstopi pierwszej pary obecna jest pojedyncza szczecinka makroskopowa odsiebna, na spodach pozostałych nadstopi odsiebny szereg szczecinek makroskopowych i rozproszone dodatkowe szczecinki makroskopowe; ponadto nadstopia pary ostatniej mają jedną szczecinkę makroskopową tylno-boczną. Stopy par od drugiej do czwartej również mają rozproszone szczecinki makroskopowe.
Opistosoma (odwłok) u samicy jest jednolicie czarna, czarna z rozproszonymi białymi szczecinkami lub czarna z pomarańczowym do czerwonego paskiem po bokach. Ta ostatnia wersja ubarwienia występuje głównie w populacjach z kontynentalnej Grecji. Samiec ma wierzch opistosomy jaskrawo czerwony lub pomarańczowy z czterema czarnymi, zwykle biało obwiedzionymi łatkami na dwóch przednich parach sigilli, niekiedy zlanymi ze sobą.
Nogogłaszczki samca mają kilka szczecin makroskopowych na przednio-bocznej części cymbium oraz prawie trapezowate do trójkątnego tegulum. Embolus i wstęgowaty, pozbawiony wcięcia konduktor o tępo zaokrąglonym szczycie tworzą razem spiralnie skręcony zespół wierzchołkowy robiący półtora okrążenia wokół dosiebno-odsiebnej osi bulbusa. Lamella jest dobrze wykształcona i nawisa nad tegulum.
Genitalia samicy mają płytkę płciową z parą rozdzielonych owłosionym oskórkiem, szerokich przedsionków przy tylnej krawędzi. Wulwa cechuje się główkami spermatekalnymi na długich, falistych trzonkach stopniowo przechodzących w wielopłatowe zbiorniki nasienne.

## Biologia i ekologia
Pająk ten zasiedla suche stanowiska nasłonecznione i półcieniste, w tym: kamieniste zbocza, stoki i skarpy o południowej wystawie, stepy, murawy kserotermiczne, nieużytki, stare gaje oliwne oraz skraje sosnowych lasów i zagajników. Rurkowate, zwykle różowo zabarwione oprzędy buduje najczęściej w szczelinach skalnych i pod dużymi kamieniami.
Dojrzałe samce obserwuje się od kwietnia do czerwca. Młode osobniki dość wcześnie opuszczają gniazdo samicy i wykorzystują do dyspersji nici babiego lata.

## Rozprzestrzenienie
Gatunek palearktyczny. Podgatunek nominatywny znany jest z Włoch kontynentalnych i Sycylii, Albanii, Bułgarii, Grecji oraz europejskiej i anatolijskiej części Turcji. Podgatunek E. w. moerens podawany jest z Grecji, Syrii i Afganistanu.